# Jani Soininen
Jani Markus Soininen (* 12. listopadu 1972 Jyväskylä) je bývalý finský skokan na lyžích.
Na olympijských hrách v Naganu roku 1998 vyhrál závod na středním můstku. Na velkém můstku pak na stejných hrách skončil druhý. S finskou reprezentací získal také dvě týmová zlata a jedno stříbro na lyžařském mistrovství světa. Na Světovém poháru skončil celkově nejvýše sedmý. Má též tři tituly finského mistra. Jeho nejdelší skok je z roku 1997, z Planice, kde dolétl na vzdálenost 203,5 metru. Po skončení závodní kariéry pracoval jako manažer.